# Khanneshit
Khanneshit ist ein selten vorkommendes Mineral aus der Mineralklasse der „Carbonate und Nitrate“ (ehemals Carbonate, Nitrate und Borate). Es kristallisiert im hexagonalen Kristallsystem mit der idealisierten chemischen Zusammensetzung (Na,Ca)3(Ba,Sr,Ce,Ca)3(CO3)5 – ist also chemisch gesehen ein Natrium-Barium-Carbonat mit mehr oder weniger hohen Gehalten an Strontium, Calcium und SEE. Aufgrund der Gehalte an Cer kann das Mineral radioaktiv sein.
Khanneshit bildet gestreckte, prismatische Kristalle von bis zu 1 cm Länge und 3 mm Durchmesser sowie radialfaserige oder feinkörnige Aggregate, die häufig alteriert und durch Baryt verdrängt werden.
Die Typlokalität des Khanneshits ist eine Uran- und SEE-Lagerstätte im Zentralteil des sich über eine Fläche von 40 km² ausdehnenden frühquartären Karbonatits im „Khanneshin-Komplex“ (Koordinaten des Khanneshin-Komplexes), Dushan-Distrikt (Chanaschin-Distrikt?), Provinz Helmand, Afghanistan.

## Etymologie und Geschichte
Im Jahre 1974 identifizierte Geliy Kuzmich Eremenko in Proben aus dem Khanneshin-Karbonatit-Komplex in Afghanistan ein unbekanntes Mineral aus der Burbankitgruppe, welches eine ungewöhnlich hohe Menge an Barium enthielt und welches sich bei weiteren Untersuchungen als neue Phase erwies. Nach der Ermittlung der notwendigen kristallographischen, physikalischen und chemisch-kristallchemischen Eigenschaften wurde das Mineral der International Mineralogical Association (IMA) vorgelegt, die es am 27. Juni 1981 unter der vorläufigen Bezeichnung „IMA 1981-025“ als neues Mineral anerkannte.
Im Jahre 1982 erfolgte die wissenschaftliche Erstbeschreibung dieses Minerals durch ein Team sowjetischer Wissenschaftler mit Geliy Kuzmich Eremenko und V. A. Vel’ko im sowjetischen Wissenschaftsmagazin „Zapiski Vsesoyuznogo Mineralogicheskogo Obshchestva“ („Proceedings of the Soviet Mineralogical Society“) als Khanneshit (englisch Khanneshite, russisch Ханнешит). Sie benannten das Mineral nach seiner Typlokalität, dem Khanneshin-Karbonatit-Komplex in Afghanistan.
Das Typmaterial für Khanneshit wird in der Systematischen Sammlung des Mineralogischen Museums „Alexander Jewgenjewitsch Fersman“ der Russischen Akademie der Wissenschaften in Moskau aufbewahrt. Weiteres Typmaterial wurde in der Sammlung des Museum der Staatlichen Bergbau-Universität in Sankt Petersburg deponiert. Die Katalognummern der das Typmaterial bildenden Mineralstufen sind nicht bekannt.

## Klassifikation
Da der Khanneshit erst 1981 als eigenständiges Mineral von der IMA anerkannt und die Entdeckung erst 1982 publiziert wurde, ist er in der seit 1977 veralteten 8. Auflage der Mineralsystematik nach Strunz nicht aufgeführt. Er hätte dort zur gemeinsamen Mineralklasse der „Carbonate, Nitrate und Borate“ und dort zur Abteilung der „Carbonate“ gehört, wo er zusammen mit Burbankit, Bütschliit, Carbocernait, Eitelit, Fairchildit, Nyerereit, Sahamalith und Shortit die „Eitelit-Sahamalith-Gruppe“ mit der System-Nr. Vb/A.05 innerhalb der Unterabteilung „Wasserfreie Carbonate ohne fremde Anionen“ gebildet hätte.
Im zuletzt 2018 überarbeiteten und aktualisierten Lapis-Mineralienverzeichnis, das sich aus Rücksicht auf private Sammler und institutionelle Sammlungen noch nach der veralteten Systematik von Karl Hugo Strunz richtet, erhielt das Mineral die System- und Mineral-Nr. V/B.07-050. In der „Lapis-Systematik“ entspricht dies der Abteilung „Wasserfreie Carbonate [CO3]2−, ohne fremde Anionen“, wo Khanneshit zusammen mit Rémondit-(La), Rémondit-(Ce), Petersenit-(Ce), Calcioburbankit, Burbankit, Sanrománit und Carbocernait die Burbankit-Reihe mit der System-Nr. V/B.07 bildet.
Die seit 2001 gültige und von der IMA bis 2009 aktualisierte 9. Auflage der Strunz’schen Mineralsystematik ordnet den Khanneshit in die um die Borate reduzierte Klasse der „Carbonate und Nitrate“ und dort in die Abteilung der „Carbonate ohne zusätzliche Anionen; ohne H2O“ ein. Diese ist allerdings weiter unterteilt nach der in der Verbindung vorherrschenden Elementgruppe (Alkali- und/oder Erdalkalimetalle), so dass das Mineral entsprechend seiner Zusammensetzung in der Unterabteilung „Alkali- und Erdalkali-Carbonate“ zu finden ist, wo es zusammen mit Burbankit, Calcioburbankit und Sanrománit die „Burbankitgruppe“ mit der System-Nr. 5.AC.30 bildet.
Auch die vorwiegend im englischen Sprachraum gebräuchliche Systematik der Minerale nach Dana ordnet den Khanneshit wie die veraltete Strunz’sche Systematik in die gemeinsame Klasse der „Carbonate, Nitrate und Borate“ und dort in die Abteilung der „Wasserfreien Carbonate“ ein. Hier ist er zusammen mit Burbankit, Calcioburbankit und Sanrománit in der „Burbankitgruppe (Hexagonal)“ mit der System-Nr. 14.04.04 innerhalb der Unterabteilung „Wasserfreie Carbonate mit zusammengesetzter Formel A2+B2+2(CO3)4“ zu finden.

## Chemismus
Zwei Analysen am Typmaterial ergaben 38,85 % bzw. 38,30 % BaO; 5,80 % bzw. 6,50 % SrO; 6,13 % bzw. 7,30 % CaO; 0,08 % bzw. 0,07 % MnO; 6,99 % bzw. 6,55 % Na2O; 0,77 % bzw. 0,60 % K2O; 0,13 % bzw. 0,25 % Fe2O3; 0,26 % bzw. 0,12 % Al2O3; 0,39 % bzw. 0,70 % SiO2; 8,43 % bzw. 8,71 % SEE2O3; 24,56 % bzw. 22,66 % CO2; 4,91 % bzw. 6,98 %SO3; 1,46 % bzw. 1,30 % H2O+; 0,07 % bzw. 0,0 % H2O−; Summe 99,98 % bzw. 100,87 %.
Nach dem Nachweis von Baryt, Chlorit und Dolomit und der Rekalkulation auf 100 % errechneten sich auf der Basis von 15 Sauerstoff-Atomen die empirischen Formeln (Na2,13Ca0,87)Σ=3,00(Ba1,82Sr0,53SEE0,49K0,15)Σ=2,99C4,96O15·0,67H2O und (Na2,02Ca0,98)Σ=3,00(Ba1,55Sr0,60SEE0,51Ca0,25K0,12)Σ=3,03C4,89O15·0,55H2O
Obwohl in einigen Analysen von Mineralen der Burbankit-Gruppe Werte für Wasser angegeben sind, ist in den Formeln dieser Minerale kein Wasser enthalten. Minerale der Burbankitgruppe sind instabil, häufig alteriert und hydratisiert – was die Wassergehalte erklärt. Wenn das Wasser nicht berücksichtigt wird, können die empirischen Formeln für Khanneshit zu (Na,Ca)3(Ba,Sr,SEE,Ca)3(CO3)5 mit Na > Ca, Ba > Sr, Ca, SEE idealisiert werden.
Die Zusammensetzung der Seltenerdelemente in den beiden Proben des Khanneshits von der Typlokalität wurde spektroskopisch bestimmt und zeigt in beiden Analysen eine deutliche Cer-Vormacht, wie es bei den Mineralen der Burbankit-Gruppe fast immer der Fall ist:
- La20,3Ce44,0Pr6,0Nd9,5Sm6,0Eu0,1Gd4,8Dy0,3Ho0,2Er0,8Tm0,05Yb0,5Y7,5 bzw.
- La20,9Ce51,2Pr4,7Nd7,3Sm4,7Eu0,1Gd3,7Dy0,4Ho0,1Er0,9Tm0,56Yb0,2Y5,8

Eine Mikrosondenanalyse eines Khanneshits aus den Chibinen, der zur Kristallstrukturverfeinerung verwendet wurde, lieferte 22,99 % BaO; 9,04 % SrO; 5,37 % CaO; 11,86 % Na2O; 0,0 % K2O; 4,07 % La2O3; 10,46 % Ce2O3; 1,01 % Pr2O3; 3,60 % Nd2O3 und 30,59 % CO2 (Summe 98,99 %). Dies entspricht einer empirischen Formel von (Na2,75Ca0,23)Σ=2,98(Ba1,08Sr0,63Ca0,46Ce0,46La0,18Nd0,15Pr0,04)Σ=3,00
(CO3)5,00
Die offizielle Formel der IMA für den Khanneshit wird mit (Na,Ca)3(Ba,Sr,Ce,Ca)3(CO3)5 angegeben. Die Formelschreibweise nach Strunz lautet (Na,Ca)3(Ba,Sr,REE,Ca)3[CO3]5. Wie üblich ist hier der Anionenverband in einer eckigen Klammer zusammengefasst; außerdem wird nicht nur das häufigste SEE angegeben, sondern alle SEE unter „REE“ subsumiert.
Die alleinige Elementkombination Na–Ca–Sr–Ba–Ce–C–O, wie sie der offiziellen Formel der IMA für den Khanneshit zu entnehmen ist, weisen unter den derzeit bekannten Mineralen (Stand 2020) neben Khanneshit nur Burbankit, (Na,Ca)3(Sr,Ba,Ce)3(CO3)5, Carbocernait, (Ca,Na)3(Sr,Ce,Ba)3(CO3)5, und die unbenannte Phase UM1990-98-CO:BaCaNaREESr, (Na,Ca)3(Sr,Ba,Ce)3(CO3)5, auf.
Khanneshit kann als das Ba-dominante Analogon zum Sr-dominierten Burbankit aufgefasst werden, wobei bei letzterem unter den Kationen auf der B-Position Strontium dominiert.
Aus chemischer Sicht gehört Khanneshit wie Burbankit, Calcioburbankit, Remondit-(Ce), Remondit-(La) und Petersenit-(Ce) in die Burbankit-Gruppe, bei der es sich um eine Gruppe aus sechs Mineralen mit der allgemeinen Formel А3В3(СО3)5 und А = Na > Ca, SEE3+ oder eine Vakanz (◻) sowie B = Sr, Ca, Ba, SEE3+ und/oder Na handelt. Alle von Julia Belovitskaya und Igor Pekov untersuchten Vertreter dieser Burbankit-Gruppe (94 Analysen) können in einem isomorphen System mit den – hypothetischen – Endgliedern (Na2Ca)М2+3(CO3)5 und Na3(SEE2Na)(CO3)5, mit М2+ = Sr, Ba und/oder Ca, beschrieben werden.

## Kristallstruktur
Die entsprechend der offiziellen Liste der IMA aktuelle Untersuchung zur Kristallstruktur des Khanneshits stammt von Igor Pekov und Kollegen, eine neuere Bestimmung der Kristallstruktur des Khanneshits mit der Rietveld-Methode legten Julia Belovitskaya und Kollegen vor. Nach letzterer Untersuchung kristallisiert Khanneshit im hexagonalen Kristallsystem in der Raumgruppe P63mc (Raumgruppen-Nr. 186) mit den Gitterparametern a = 10,5790 Å und c = 6,5446 Å sowie zwei Formeleinheiten pro Elementarzelle.
Wie bei allen Vertretern der Burbankit-Gruppe bilden in der Kristallstruktur des Khanneshits achtfach koordinierte Polyeder mit gemeinsamen Flächen (in diesem Fall (Na,Ca)[8]-Polyeder) Ketten in Richtung der c-Achse [0001]. Die Ketten sind durch zehnfach koordinierte Polyeder (in diesem Fall (Ba,Sr,Ce,Ca)[10]-Polyeder) und CO3-Gruppen miteinander verbunden. Zwei der fünf CO3-Gruppen liegen in der (0001)-Ebene, die anderen drei sind geneigt. Im Einzelnen kann man sich das so vorstellen, dass – ähnlich wie beim Burbankit – in der Kristallstruktur des Calcioburbankits zwei unabhängige und geordnete Kationen-Positionen in den Zentren von Polyedern mit acht bzw. zehn Scheitelpunkten (A und B) existieren, die durch Sauerstoff-Atome und drei mit C(1), C(2) und C(3) bezeichnete Arten von Carbonatgruppen mit unterschiedlichen Orientierungen gebildet werden.
Khanneshit, Burbankit und Calcioburbankit sind isotyp (isostrukturell).

## Eigenschaften

### Morphologie
An der Typlokalität bildet Khanneshit gestreckte, prismatische Kristalle von bis zu 1 cm Länge und 3 mm Durchmesser sowie radialfaserige oder feinkörnige Aggregate, die häufig alteriert und durch pulverigen Baryt verdrängt werden.

### Physikalische und chemische Eigenschaften
Die Kristalle des Khanneshits der Typlokalität sind hellgelblich bis nahezu farblos, während ihre Strichfarbe mit weiß angegeben wird. Die Oberflächen der halbdurchsichtigen bzw. durchsichtigen Kristalle des Khanneshits zeigen einen charakteristischen glasartigen Glanz. Khanneshit besitzt entsprechend diesem Glasglanz eine hohe Lichtbrechung (nε = 1,608 bis 1,610; nω = 1,620 bis 1,623) und eine niedrige Doppelbrechung (δ = 0,012 bis 0,013). Im durchfallenden Licht ist der einachsig negative Khanneshit farblos und zeigt offensichtlich keinen Pleochroismus.
Khanneshit weist eine unvollkommene Spaltbarkeit parallel zur Längserstreckung der Kristalle auf. Das Mineral ist spröde bzw. zerbrechlich, Angaben zu seinem Bruch fehlen. Khanneshit ist „weich“, besitzt eine Mohshärte von 3 bis 4 und gehört damit zu den mittelharten Mineralen, die sich wie die Referenzminerale Calcit (Härte 3) mit einer Kupfermünze und Fluorit (Härte 4) mit einem Taschenmesser leicht ritzen lassen. Die gemessene Dichte für Khanneshit beträgt 3,8 bis 3,9 g/cm³, die berechnete Dichte 3,94 g/cm³.
Das Mineral zeigt weder im langwelligen (356 nm) noch im kurzwelligen (254 nm) UV-Licht eine Fluoreszenz. Khanneshit ist leicht in Salzsäure, HCl, löslich.

## Bildung und Fundorte
Khanneshit ist ein spät gebildetes Mineral und fand sich an seiner Typlokalität fein verteilt in hydrothermal umgewandelten feinkörnigen Dolomit- und Dolomit-Ankerit-Karbonatiten. Weitere Funde stammen aus einem Bohrkern aus einem schmalen Karbonatit-Gang in einem differenzierten Alkaligesteinsmassiv (Chibinen, Kola, Russland), aus Calcit-Amphibol-Klinopyroxen-Gesteinen (Afrikanda) und Calcit-Shortit-Karbonatiten (Kowdor).
Begleitminerale des Khanneshits an seiner Typlokalität sind Dolomit, Calkinsit-(Ce), Carbocernait, Mckelveyit, Baryt und ein Mineral der Chloritgruppe, während er in den Chibinen von Calcit, Dawsonit und Magnetit begleitet wird. In Kowdor gehören Phlogopit und Bonshtedtit zur Paragenese des Khanneshits.
Als sehr selten vorkommende Mineralbildung ist Khanneshit (Stand 2020) neben seiner Typlokalität nur von acht weiteren Fundpunkten bekannt. Die Typlokalität des Khanneshit ist eine Uran- und SEE-Lagerstätte im Zentralteil des sich über eine Fläche von 40 km² ausdehnenden frühquartären Karbonatits im „Khanneshin-Komplex“, Dushan-Distrikt (Chanaschin-Distrikt?), Provinz Helmand, Afghanistan.
Weitere Fundorte für Khanneshit sind:>
- das Karbonatit-Massiv von Chuktukon (Chuktukonskoe), Region Krasnojarsk, Russland
- der „Afrikanda-Komplex“ (russisch массив Африканда) bei Afrikanda unweit Poljarnyje Sori in der Oblast Murmansk, Halbinsel Kola, Föderationskreis Nordwestrussland, Russland
- das Gremyakha-Vyrmes-Massiv, Oblast Murmansk, Halbinsel Kola, Russland
- Abbaue in den Bergen Koaschwa (Koashva) und N’orkpakhk, Chibinen, Oblast Murmansk, Halbinsel Kola, Russland
- das Flüsschen „Olenii Ruchei“ (russisch Олений Ручей) im Bereich des Karbonatitstocks in der Nähe der Tulilukht-Bucht (russisch залива Тульилухт) des Sees Umbosero, Chibinen, Oblast Murmansk, Halbinsel Kola, Russland
- ein Calcit-Shortit-Karbonatite im Massiv von Kowdor in der Oblast Murmansk, Föderationskreis Nordwestrussland, Russland
- das Elet’ozerskii-Massiv (russisch Елетьозерский массив), Rajon Louchi, Republik Karelien, Russland

Fundorte für Khanneshit aus Deutschland, Österreich und der Schweiz sind damit unbekannt.

## Verwendung
Aufgrund seiner Seltenheit hat Khanneshit keinerlei kommerzielle Bedeutung und ist nur für Mineralsammler interessant.

## Vorsichtsmaßnahmen
Khanneshit wird durch seinen Gehalt an Seltenerdelementen sowie Anteilen radioaktiver Isotope der SEE Cer und Lanthan als schwach radioaktiv eingestuft und weist eine spezifische Aktivität von etwa 154 Bq/g auf (zum Vergleich: natürliches Kalium 30,346 Bq/g). Trotz der nur schwachen Radioaktivität des Minerals sollten Mineralproben von Khanneshit nur in staub- und strahlungsdichten Behältern, vor allem aber niemals in Wohn-, Schlaf- und Arbeitsräumen aufbewahrt werden. Ebenso sollte eine Aufnahme in den Körper (Inkorporation, Ingestion) auf jeden Fall verhindert und zur Sicherheit direkter Körperkontakt vermieden sowie beim Umgang mit dem Mineral Atemschutzmaske und Handschuhe getragen werden.